# Castello di Godego
Castello di Godego – miejscowość i gmina we Włoszech, w regionie Wenecja Euganejska, w prowincji Treviso.
Według danych na rok 2004 gminę zamieszkiwało 6329 osób, 372,3 os./km².